# Leucanimorpha disjuncta
Leucanimorpha disjuncta är en fjärilsart som beskrevs av Walker 1870. Leucanimorpha disjuncta ingår i släktet Leucanimorpha och familjen nattflyn. Inga underarter finns listade i Catalogue of Life.